# Je t'adore
«Je t'adore» (en español: «te adoro») es un sencillo de Kate Ryan y representó a su país, Bélgica, en el Festival de la Canción de Eurovisión 2006. Además, está incluida en su tercer disco Alive.

## Eurovisión 2006
Je t'adore fue elegida en Bélgica por los telespectadores de "Eurosong", un concurso que duró varias semanas a fin de escoger cantante para Eurovisión. Entre otros concursantes se encontraba Belle Pérez.
La canción se presentó en la semifinal de Eurovisión (ya que el año anterior Bélgica no consiguió quedar entre los diez primeros), pero solo consiguió 69 puntos que no le permitieron pasar a la final, puesto que quedó en la 12º posición (de los 23 sólo pasan los 10 primeros). Kate Ryan era una de las grandes favoritas, y su "fracaso" en la semifinal produjo un gran impacto en la prensa nacional. Incluso acusaron a la organización del festival de cortar a propósito el momento cumbre de la canción (en ese instante, un fallo técnico hizo que metiesen en imagen durante apenas dos segundos el suelo de la sala de los artistas en vez de enfocar la actuación de Kate). Durante las votaciones de la final, la portavoz belga llevaba escrito en su tarjeta "We love Kate Ryan", lo que provocó los aplausos del público presente en el estadio de Atenas.

## Posicionamiento
| Listas                                 | posición | semanas   | semanas en las listas |
| -------------------------------------- | -------- | --------- | --------------------- |
| Bélgica Singles Sales Chart            | 1        | 5 semanas | 21 semanas            |
| Polonia Airplay Charts                 | 1        | 1 semana  | 10 semanas            |
| México Airplay Charts                  | 6        | 1 semana  | 2 semanas             |
| Grecia top 50 Singles Sales Chart IFPI | 16       | 1 semana  | 9 semanas             |
| Suecia top 60 Singles Sales Charts     | 21       | 1 semana  | 10 semanas            |
| Bulgarian Airplay Chart                | 21       | 1 semana  | 9 semanas             |
| Alemania Sales Singles Charts          | 26       | 1 semana  | 8 semanas             |
| Austria top 75 Singles Sales Charts    | 38       | 1 semana  | 5 semanas             |
| Países Bajos Sales Singles Charts      | 56       | 1 semana  | 4 semanas             |
| Suiza top 100 Sigles Sales Charts      | 65       | 1 semana  | 5 semanas             |